# 山本正房
山本 正房（やまもと まさふさ、1898年〈明治31年〉8月30日 - 1971年〈昭和46年〉3月5日）は日本の実業家、新聞経営者。元中国新聞社社長、元広島商工会議所会頭。

## 来歴
広島県出身。旧制広陵中学を卒業後、父である山本三朗が創立した中国新聞社に入社した。1933年（昭和8年）副社長に就任。当時の社長は義兄の山本実一だった。原爆投下被害からの再建にも尽力した。
1958年（昭和33年）9月に山本実一が現職のまま死去したのを受けて、社長に就任した。
広島商工会議所会頭、中国放送取締役、広島カープ球団代表等の役職も務める。1971年（昭和46年）3月5日死去（満72歳没）。

## 関連文献
- 山本正房追悼録刊行委員会（編）『山本正房追悼録』中国新聞社、1971年8月